# Maniak
Maniak, vlastním jménem Jiří Veselý, je brněnský rapper ruského původu – narodil se v Brně ruské matce a českému otci. Delší dobu poté pobýval v Omsku. Působí pod známým labelem Bigg Boss společně s např. legendárními Penery strýčka Homeboye (PSH), s nimiž má i několik společných tracků. Kromě jeho osobní tvorby jsou známé i jeho spolupráce např. s MC Geyem, s nímž absolvoval i turné.

## Diskografie
- 2015: Ach Ano Mixtape
- 2016: AK-47 (EP)
- 2016: Ach Ano II: Děti z Ballerbynu
- 2018: Husky
- 2019: Ach Ano III: Ballerbyn
- 2020: Nech Rusa flexit (EP)
- 2021: Černej Kůň (s DJ Wichem)
- 2023: To je vražda, napsal (s CheppyBeats)
- 2024:  Bugs Bunny
- 2025: Babushka Traphouse